# Амбражилевичи (Дятловский район)
Амбражи́левичи (бел. Амбражылевічы) — деревня в Козловщинском сельсовете Дятловского района Гродненской области Белоруссии. Согласно переписи населения 2009 года в Амбражилевичах проживало 32 человека. Площадь сельского населённого пункта составляет 13,04 га, протяжённость границ — 2,66 км.

## География
Амбражилевичи расположены в 16 км к югу от Дятлово, 150 км от Гродно, 27 км от железнодорожной станции Слоним.

## История
В 1880 году Амбражилевичи — деревня в Козловской волости Слонимского уезда Гродненской губернии (18 жителей). По переписи населения 1897 года в Амбражилевичах насчитывалось 12 домов, проживало 67 человек. В 1905 году численность населения деревни составила также 67 жителей.
В 1921—1939 годах Амбражилевичи находились в составе межвоенной Польской Республики. В этот период деревня относилась к сельской гмине Козловщина Слонимского повята Новогрудского воеводства. В 1923 году в Амбражилевичах имелось 14 домов, проживало 66 человек. В сентябре 1939 года Амбражилевичи вошли в состав БССР.
В 1996 году Амбражилевичи входили в состав Денисовского сельсовета и колхоза «Слава труду». В деревне насчитывалось 17 хозяйств, проживало 37 человек.
30 декабря 2003 года Амбражилевичи были переданы из упразднённого Денисовского сельсовета в Козловщинский поселковый совет.
26 декабря 2013 года деревня вместе с другими населёнными пунктами, ранее входившими в состав Козловщинского поссовета, была включена в новообразованный Козловщинский сельсовет.